# Bí mật ngọt ngào
Bí mật ngọt ngào (tiếng Hàn: 애타는 로맨스; Romaja: Aetaneun Romaenseu) là một bộ phim truyền hình Hàn Quốc với các diễn viên chính Sung Hoon và Song Ji-eun. Phim được phát sóng trên kênh OCN vào 21:00 (KST) thứ hai thứ ba hàng tuần, bắt đầu từ ngày 17 tháng 4 năm 2017.
Bí mật ngọt ngào là tác phẩm được chọn trong cuộc thi Top Creator Audition được tổ chức bởi KOCCA. Đây là bộ phim đầu tiên của OCN phát sóng vào thứ hai thứ ba, và cũng là bộ phim chủ đề lãng mạn đầu tiên của kênh này.

## Nội dung
Jin-wook và Yoo-mi gặp nhau tại một khu nghĩ dưởng ở Gangwon-do và dính đến một loạt những hiểu lầm và tai nạn. Yoo-mi đã bị quyến rũ bởi tính cách hóm hỉnh và vui tươi của Jin-wook, họ đã dành cả đêm với nhau. Tuy nhiên vào sáng hôm sau Yoo-mi đã biến mất, để lại Jin-wook đang cảm thấy bối rối và tức giận vô cớ.
Ba năm sau, cả hai gặp lại nhau khi Yoo-mi trở thành chuyên gia dinh dưỡng tại công ty của Jin-wook. Họ đã giả vờ không nhận ra nhau trong khi chống đỡ lại những thu hút từ đối phương. Cuối cùng, Yoo-mi thừa nhận mình nhớ tất cả những gì xảy ra cách đây ba năm trước. Jin-wook đã hỏi Yoo-mi lý do cô biến mất vào sáng hôm sau và nhận được câu trả lời vì đó là tình một đêm.

## Dàn diễn viên

### Vai chính
- Sung Hoon vai Cha Jin-wook[3]

Là một chaebol đời thứ hai và là giám đốc công ty do bố anh sở hữu. Anh là một dân chơi và đam mê những buổi tiệc tùng. Sau sự cố với Yoo-mi, anh đã trở thành một người đàn ông chăm chỉ, hết mình vì công việc và cực kỳ nghiêm túc trong việc bảo vệ công ty.
- Song Ji-eun vai Lee Yoo-mi[4]

Chuyên gia dinh dưỡng của công ty Daebok. Một cô gái xinh đẹp và làm việc chăm chỉ. Cô không biết Jin-wook người giám đốc của công ty chính là người cô đã ngủ cùng cách đây ba năm trước. Cô cảm thấy không an tâm về những quan điểm của những người xung quanh và lo sợ những trang phục hở hang.
- Kim Jae-young vai Jung Hyun-tae

Một nhà văn về du lịch rất thành công, sở hữu một quán cà phê sách. Một người rất thân thiện và ấm áp. Anh là bạn của Yoo-mi và đã phải lòng cô nhưng chưa bao giờ bộc lộ ra.
- Jung Da-sol vai Joo Hye-ri[5]

Một phát thanh viên trẻ tuổi và xinh đẹp, cô là một người rất nổi tiếng với nam giới. Cô phải lòng Jin-wook nhưng không nhận được sự đáp lại vì cô là con gái của vị giáo viên đáng kính của anh.

### Vai phụ

#### Những người xung quanh Jin-wook
- Lee Kan-hee vai Kim Ae-ryung, mẹ của Jin-wook
- Kim Jong-goo vai Cha Dae-bok, bố của Jin-wook
- Park Shin-woon vai Jang Woo-jin, thư ký của Jin-wook

#### Những người xung quanh Yoo-mi
- Nam Ki-ae vai Jo Mi-hee, mẹ của Yoo Mi
- Joo Sang-hyuk vai Dong Goo
- Kim Si-young vai Wang Bok-ja
- Im Do-yoon vai Kang Je-ni
- Lee Hae-in vai Jang Eun-bi
- Baek Seung-heon vai Lee Shin-hwa

### Khách mời
- Jeon So-min vai cô gái tại câu lạc bộ (tập 1)

## Nhạc phim

### Phần 1
| STT              | Nhan đề           | Nghệ sĩ                | Thời lượng |
| ---------------- | ----------------- | ---------------------- | ---------- |
| 1.               | "Same" (똑같아요) | Song Ji-eun, Sung Hoon | 04:18      |
| 2.               | "Same" (Inst.)    |                        | 04:18      |
| Tổng thời lượng: | Tổng thời lượng:  | Tổng thời lượng:       | 08:36      |

### Phần 2
| STT              | Nhan đề                                 | Nghệ sĩ          | Thời lượng |
| ---------------- | --------------------------------------- | ---------------- | ---------- |
| 1.               | "You Are the World of Me" (너뿐인 세상) | Sung Hoon        | 03:49      |
| 2.               | "You Are the World of Me" (Singer Ver.) | Lee Shin-sung    | 03:49      |
| 3.               | "You Are the World of Me" (Inst.)       |                  | 03:49      |
| Tổng thời lượng: | Tổng thời lượng:                        | Tổng thời lượng: | 11:27      |

### Phần 3
| STT              | Nhan đề                  | Nghệ sĩ                                                                | Thời lượng |
| ---------------- | ------------------------ | ---------------------------------------------------------------------- | ---------- |
| 1.               | "Love Song" (이상해져가) | Eun Ji-won (Sechs Kies) Lee Su-hyun (I.B.I/DAYDAY) Kim Eun-bi (DAYDAY) | 03:46      |
| 2.               | "Love Song" (Inst.)      |                                                                        | 03:46      |
| Tổng thời lượng: | Tổng thời lượng:         | Tổng thời lượng:                                                       | 07:32      |

### Phần 4
| STT              | Nhan đề                           | Nghệ sĩ          | Thời lượng |
| ---------------- | --------------------------------- | ---------------- | ---------- |
| 1.               | "Love Is So Good"                 | Moon Myung-mi    | 02:45      |
| 2.               | "Love Is So Good" (Acoustic Ver.) | Moon Myung-mi    | 02:45      |
| 3.               | "Love Is So Good" (Inst.)         |                  | 02:45      |
| Tổng thời lượng: | Tổng thời lượng:                  | Tổng thời lượng: | 08:15      |

## Tập phim
| Tập | Tựa đề                                                                         | Ngày phát sóng      |
| --- | ------------------------------------------------------------------------------ | ------------------- |
| 1   | Mối quan hệ chỉ gặp vào hôm nay (오늘만 보고 말 사이)                          | 17 tháng 4 năm 2017 |
| 2   | Em đã sỉ nhục tôi rất sâu sắc (넌 나에게 모욕감을 줬어)                        | 18 tháng 4 năm 2017 |
| 3   | Chiếc bánh xèo lật úp, lòng tôi cũng lật úp (부침개 뒤집히듯 내 속도 뒤집히고) | 24 tháng 4 năm 2017 |
| 4   | Bí mật trong hộp trang sức (보석함의 비밀)                                     | 25 tháng 4 năm 2017 |
| 5   | Chơi đùa với trái tim tôi (들었다 놨다)                                        | 1 tháng 5 năm 2017  |
| 6   | Đi làm thôi (갑시다, 일하러)                                                   | 2 tháng 5 năm 2017  |
| 7   | Làm ăn là thế này đây (비즈니스는 이렇게)                                      | 8 tháng 5 năm 2017  |
| 8   | Em là Độn-derella của tôi (그대는 나의 뽕데렐라)                               | 15 tháng 5 năm 2017 |
| 9   | Nói ra sự thật đi (나에게 진실을 말해)                                         | 16 tháng 5 năm 2017 |
| 10  | Lời chào dịu dàng (다정하게, 안녕히)                                           | 22 tháng 5 năm 2017 |
| 11  | Chỉ mình tôi không được hẹn hò (나만 안 되는 연애)                             | 23 tháng 5 năm 2017 |
| 12  | Đã đến lúc tỉnh dậy khỏi giấc mơ (이제는 꿈에서 깰 시간)                       | 29 tháng 5 năm 2017 |
| 13  | Em là thế giới của anh, vào đêm nay (온통 너뿐인 세상, 투나잇)                 | 30 tháng 5 năm 2017 |